# Westerberg (Wehrendorf)
Der Westerberg ist ein 156,8 m ü. NHN hoher Berg im Wiehengebirge südöstlich von Bad Essen-Wehrendorf in Niedersachsen.

## Lage
Der bewaldete Westerberg ist Teil des lang gestreckten und fast durchgängig bewaldeten Wiehengebirges. Er besteht aus einem 156,6 m ü. NHN westlichen und einem 155,8 m ü. NHN hohen östlichen Gipfel. Westlich (Stirper Berg) und östlich (Osterberg) finden sich auf dem Hauptkamm nicht weit entfernte Berge, die etwa ähnlich hoch oder höher als der Westerberg sind.
Nach Norden fällt der Berg in die Norddeutsche Tiefebene ab. Hier liegt der Ort Wehrendorf. Im Osten trennt der Übergang der L 85 mit dem Durchbruch des Wehrendorfer Mühlenbachs den Westerberg vom Osterberg. Der Westerberg ist der östlichste und höchste Berg eines spornartigen Bergrückens, der sich vom Westerberg über den Stirper Berg und den Schmalerberg Richtung Westen bis zum Durchbruch des Lecker Mühlbachs erstreckt. Der durchgängig bewaldete Bergrücken des Wiehengebirges wird in diesem aus langgestreckten Eggen bestehenden Abschnitt nach Westen hin auf einer Strecke von etwa 4 km (Westerberg – Lecker Mühlbach) kontinuierlich schmaler und niedriger. Beim Schmalerberg (96 m ü. NHN) beträgt die Breite des bewaldeten Bergrückens nur noch rund 250 m. Das Wiehengebirge wirkt hier zwischen Mittellandkanal, Lecker Mühlbach, B 65, B 51 und der Bahnstrecke Osnabrück-Bremen „eingezwängt“. Die genannten Berge sind dabei kaum als markante, eigenständige Gipfel auszumachen, da ihre Dominanz sehr gering ist; auf den ersten Blick erscheinen sie als bloßer Sporn des Westerbergs. Auch aus Richtung Süden erscheint der Westerberg nicht als besonders markanter Gipfel. Dort liegen bei Jöstinghausen und Mönkehöfen im Osnabrücker Hügelland einige Hügel, die ähnlich hoch wie der Westerberg sind.
Über die unscheinbare Döhre zwischen Westerberg und benachbartem Stirper Berg im Grenzgebiet zwischen den Kommunen Bad Essen, Bohmte und Ostercappeln werden zwei Hochspannung-Freileitungen vom Umspannwerk Lüstringen kommend Richtung Umspannwerk Wehrendorf jenseits des Mittellandkanals geführt. Im Nordwesten zwischen Westerberg und Stirper Berg entspringt ein linker Zufluss des Westerbachs. Im Südosten entspringt ein linker Nebenlauf des Wehrendorfer Mühlenbachs. Der Südosten wird Richtung Lecker Mühlbach entwässert. Durch diese Bäche wird das Gebiet vollständig Richtung Hunte entwässert.
Nur rund 5 km östlich liegt auf dem Hauptkamm des Wiehengebirges bei Bad Essen-Hüsede ein weiteres, etwas höheres Bergpaar: Oster- und Westerberg.

## Tourismus
Über den Gipfel verlaufen der Wittekindsweg, der E11 und der DiVa Walk.